# Vườn quốc gia Hoge Kempen
Vườn quốc gia Hoge Kempen (Nationaal Park Hoge Kempen) là vườn quốc gia đầu tiên ở vùng Flemish ở Bỉ. Vườn quốc gia này tọa lạc ở phía đông tỉnh Limburg, giữa Genk và thung lũng sông Meuse.
Vườn quốc gia này được mở cửa tháng 3 năm 2006. Diện tích gần 60 km², tạo thành mạng lưới Natura 2000. Khu vực này chủ yếu là đất hoang và rừng thông.

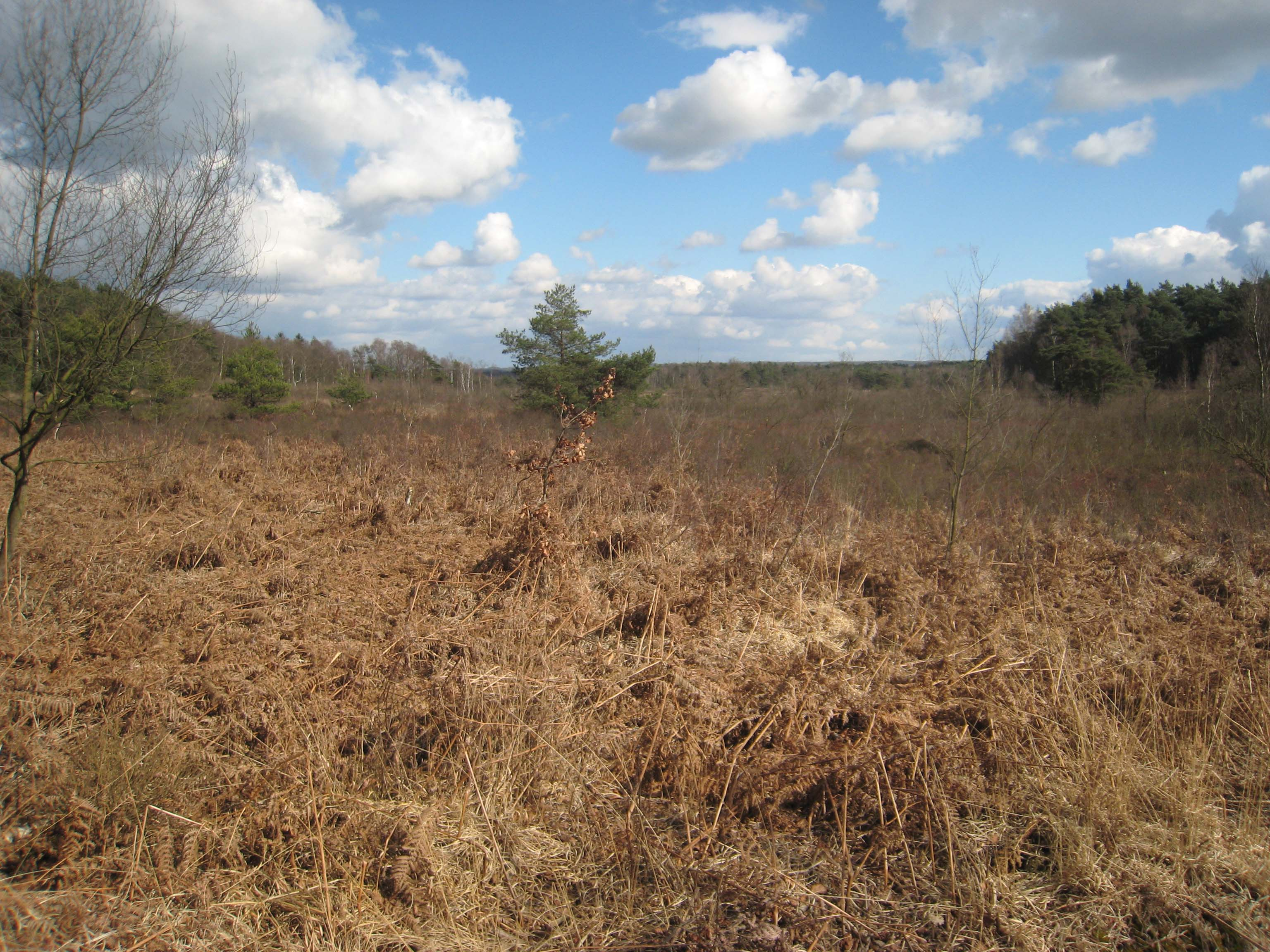
Vùng đất hoang ở Hoge Kempen